# Орден Бриллиантовой звезды
Орден Бриллиантовой звезды — государственная награда Китайской Республики за гражданские заслуги.

## История
Орден Бриллиантовой звезды был учреждён 12 февраля 1941 года и вручается гражданам страны и иностранцам в знак признания выдающегося вклада в развитие нации.

## Степени
Орден имеет девять классов.
| Орденские планки                  | Орденские планки          | Орденские планки             |
| --------------------------------- | ------------------------- | ---------------------------- |
|                                   |                           |                              |
| Большая лента специального класса | Большая лента             | Зелёная Большая лента        |
|                                   |                           |                              |
| Лента отличия специального класса | Лента отличия             | Специальный класс с розеткой |
|                                   |                           |                              |
| Класс с розеткой                  | Лента специального класса | Лента                        |

## Описание
Знак ордена многоуровневый. Нижний уровень представляет собой золотую восьмиконечную звезду, лучи которой покрыты бриллиантовыми гранями. На звезду наложена восьмиконечная звезда, образуемая множеством раздвоенных (ласточкин хвост) разновеликих лучиков, покрытых эмалью белого цвета. Третий уровень представляет собой восьмиконечную звезду с раздвоенными лучами красной эмали и золотыми шариками на концах, между лучей орнаментальные завитки, покрытые голубой и белой эмалью. На один, два или три верхних раздвоенных лучика в зависимости от класса нанесена золотая пятиконечная звезда. В центре звезды круглый медальон синей эмали с золотой каймой. В медальоне пятиконечная звезда белой эмали. Кайма покрыта золотыми шариками.
Знак при помощи кольца крепится к орденской ленте.
Звезда ордена аналогична знаку, но большего размера и слегка выгнутая.